# Novojródivka
Novojródivka (en ucraniano: Новогродівка, romanizado: Novohródivka; en ruso: Новогродовка, romanizado: Novogródovka) es una ciudad ucraniana perteneciente al óblast de Donetsk. Situada en el este del país, es parte del raión de Pokrovsk y centro del municipio (hromada) homónimo.
La ciudad está ocupada por fuerzas rusas desde el 28 de agosto de 2024.

## Geografía
Novojródivka se encuentra a 45 km al noroeste de Donetsk.   

## Historia
La ciudad actual fue fundada como un asentamiento llamado Jródivka (en ucraniano: Гродівка, romanizado: Hródivka ucraniano) en 1939, en relación con la construcción de la mina de carbón Novjrodovska. 
Durante la Segunda Guerra Mundial, Novojródivka fue ocupada por la Alemania nazi. El 3 de septiembre de 1943 la ciudad fue liberada de la ocupación de la Wehrmacht. 
Novojródivka recibió el estatus de ciudad y su nombre actual en 1958. Anteriormente, la ciudad estaba administrativamente subordinada al municipio de Selídove y sigue estrechamente relacionada con la ciudad de Selídove. Novojródivka fue una ciudad de importancia regional del 26 de junio de 1992 al 17 de julio de 2020.

### Invasión rusa de Ucrania
La ciudad ha sido objeto de repetidos ataques durante la invasión rusa de Ucrania, causando daños a la infraestructura y víctimas civiles. En agosto de 2024, en medio de los recientes avances rusos en el área cercana a Novojródivka, la Administración Militar del óblast de Donetsk ordenó la evacuación de 744 niños y sus familias de la ciudad.
El 16 de agosto, durante la ofensiva de Pokrovsk, Rusia intentó asaltar la ciudad. Para el 19 de agosto la población de la localidad había disminuido a solo 1500 personas. El 22 de agosto, las fuerzas rusas entraron en la ciudad desde el este. El 27 de agosto ocuparon casi la totalidad de la ciudad, y para el 28 de agosto, los rusos habían ocuparon la totalidad de la ciudad.
El 8 de septiembre el Ministerio de Defensa de Rusia afirmó que habían ocupado completamente la ciudad que se encuentra a 12 km de Pokrovsk, un importante centro ferroviario y vial para las fuerzas ucranianas en la zona.

## Demografía
La evolución de la población de Novojródivka entre 1923 y 2022 fue la siguiente:
| 861                                                           | 1780 | 14 296 | 22 902 | 20 804 | 19 429 | 17 473 | 16 587 | 16 267 | 16 101 | 14 931 | 14 615 | 14 037 |
| (Fuente: Cities & Towns of Ukraine y UKRAINE: Größere Städte) |      |        |        |        |        |        |        |        |        |        |        |        |

Según el censo de 2001, la lengua materna de la mayoría de los habitantes, el 61,8%, es el ucraniano; y del 33,9% es el ruso.

## Economía
La economía de la ciudad se basa en la extracción y procesamiento de carbón, con una producción de 1,7 millones de toneladas al año.

## Infraestructura

### Transporte
La carretera nacional M 04, un tramo de la ruta E50, discurre entre Selídove y Novojródivka.

## Galería

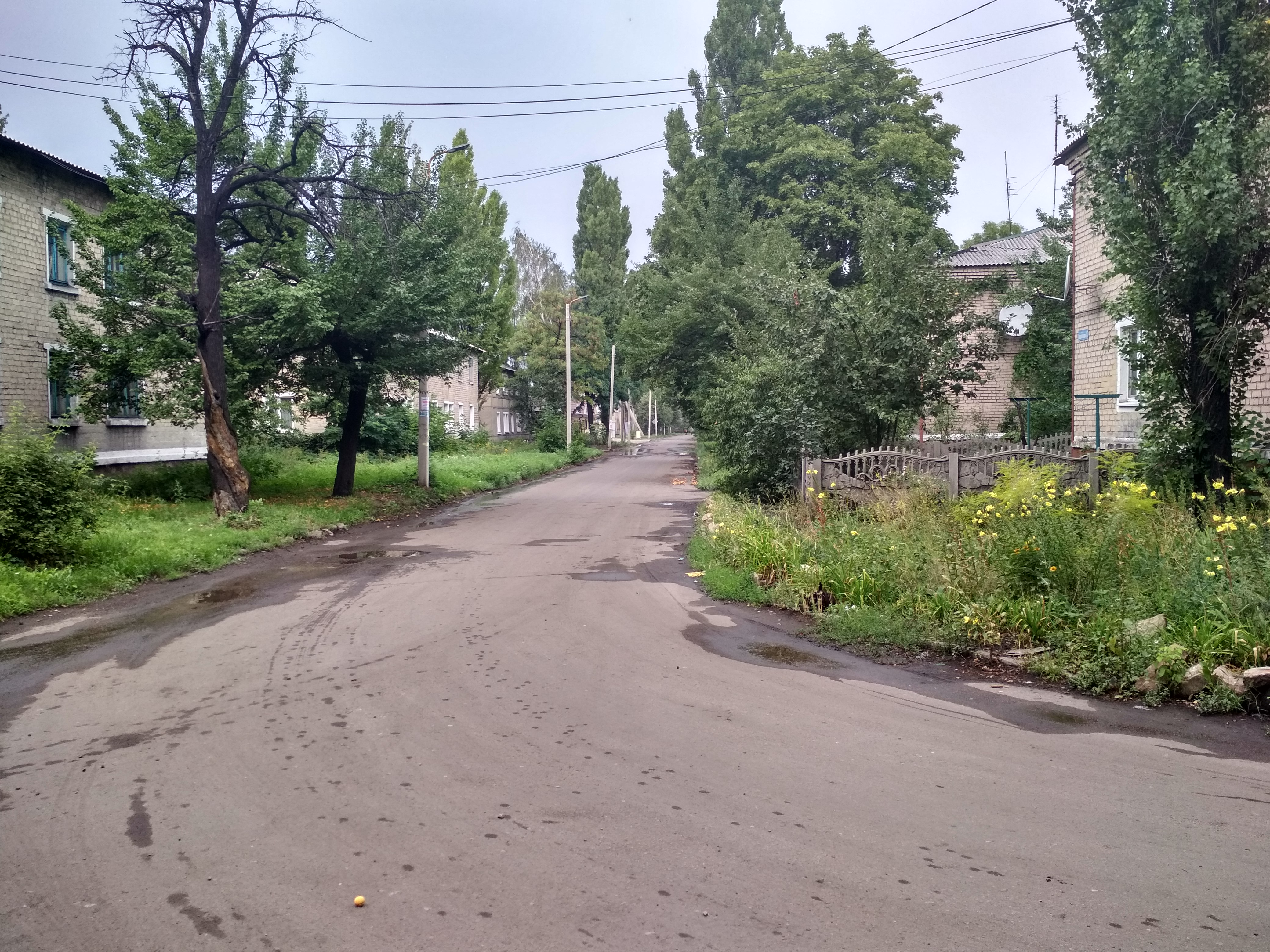
Calle local
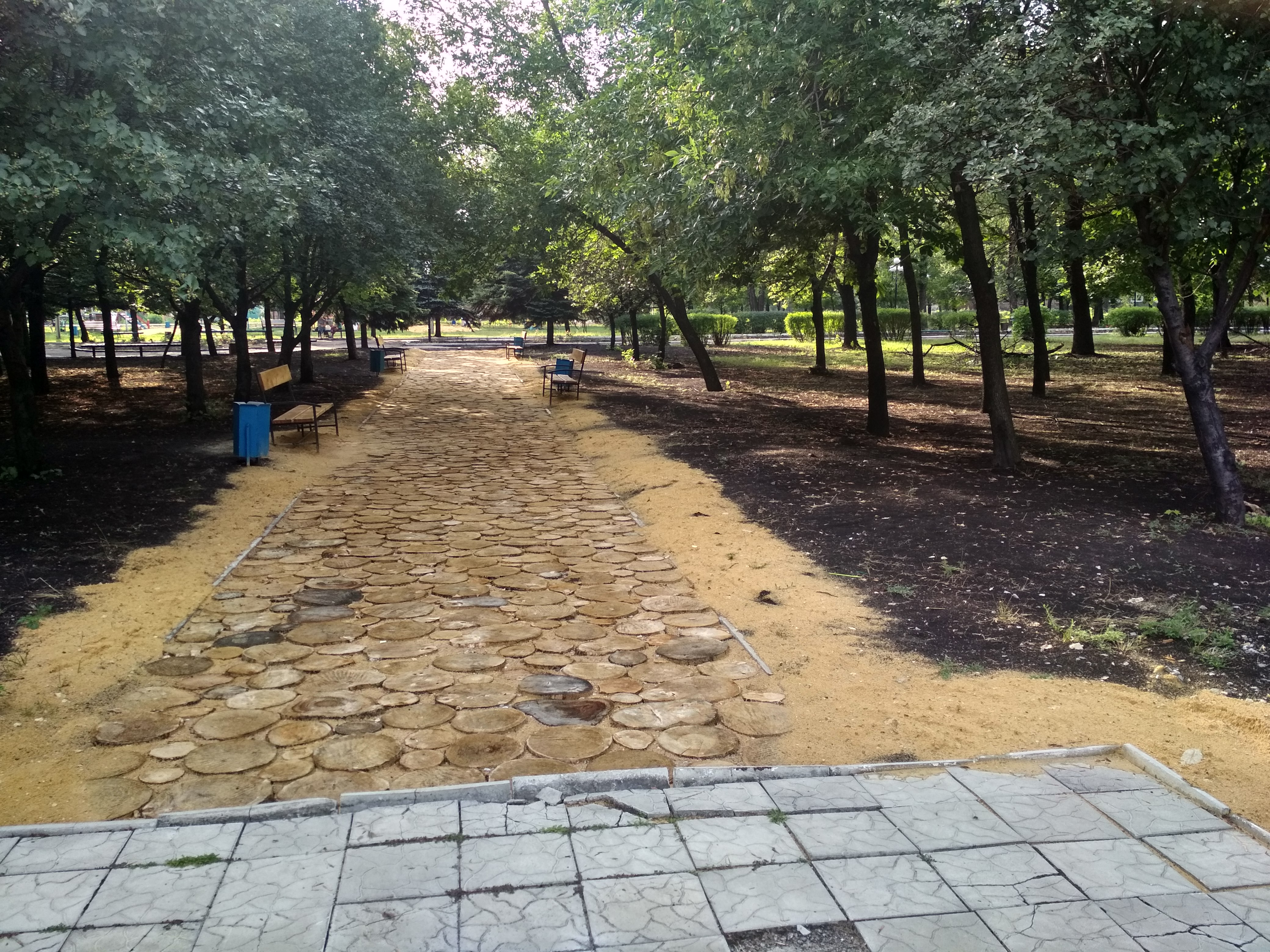
Parque de Novojródivka